# Pycreus atribulbus
Pycreus atribulbus är en halvgräsart som först beskrevs av Georg Kükenthal, och fick sitt nu gällande namn av Diana Margaret Napper. Pycreus atribulbus ingår i släktet Pycreus och familjen halvgräs. Inga underarter finns listade i Catalogue of Life.